# ساری‌قمیش (ساموخ)
ساری‌قمیش (به لاتین: Sarıqamış) یک منطقه مسکونی در جمهوری آذربایجان است که در شهرستان ساموخ واقع شده است. ساری‌قمیش ۵۴۵ نفر جمعیت دارد.